# Бочето (Терамо)
Бочето (итал. Boceto) је насеље у Италији у округу Терамо, региону Абруцо.
Према процени из 2011. у насељу је живело 42 становника. Насеље се налази на надморској висини од 334 м.